# Villa Felderhof
Villa Felderhof was een Nederlands televisieprogramma van de NCRV met presentator Rik Felderhof. Het programma bestond van 1996 tot 2010 en speelde zich af rond een luxe villa in Ramatuelle, een dorpje in de buurt van de Golf van Saint-Tropez, aan de Côte d'Azur, waar per aflevering twee bekende Nederlanders door Felderhof werden geïnterviewd. In 1998 werd het programma met een Gouden Televizier-Ring bekroond. Felderhof deed het idee voor dit programma op tijdens opnamen van De Stoel, de voorloper van Villa Felderhof. In het voorjaar van 2018 werden er op veler verzoek 11 afleveringen herhaald.

## Format
De twee gasten logeerden een aantal dagen op de villa, waar ze met gastheer Felderhof onder andere inkopen deden voor een maaltijd, een schilderij maakten en (individueel) aan de hand van foto-albums hun levensverhaal en visie doornamen.
Over het algemeen waren de twee gasten bekende Nederlanders (meestal een man en een vrouw) met levens die nogal van elkaar verschilden. Zo werd bijvoorbeeld een aflevering opgenomen met Herman Brood en Majoor Bosshardt.
In het grote aantal gemaakte afleveringen zijn veel bekende Nederlanders te gast geweest. Bij het overlijden van een bekende Nederlander wordt vaak op de avond van de bekendmaking een oude uitzending met die persoon herhaald, zoals bij André Hazes, Frédérique Huydts, Herman Brood, Majoor Bosshardt en Jos Brink. Paul de Leeuw stak hier in de uitzending waarin hij te gast was enigszins de draak mee, door in zijn afsluitende bericht in het gastenboek (waarmee elke uitzending wordt afgesloten) te schrijven "Nu maar hopen dat we niet snel dood gaan, anders worden we weer herhaald".

## Extra

### Locatie
De villa is gesitueerd bij de kustplaats Ramatuelle, Bonne Terrasse.

### Boeken
- Cees Baan schreef een boek genaamd "Villa Felderhof" waarin verschillende gasten aan het woord komen.
- Tevens verscheen het boek Koken in Villa Felderhof. Het bevat recepten om in de sfeer van Zuid-Frankrijk te komen. Het boek is aangevuld met een voorwoord van Rik Felderhof waarin hij inside-tips geeft over de beste restaurants en terrassen rondom Saint-Tropez. Het boek bevat foto's en verschillende anekdotes van de gasten in 10 jaar Villa Felderhof. Dit boek werd geschreven door L. Faber en gefotografeerd door Gerhard Witteveen. Het boek werd in 2007 genomineerd voor de World Cookbook awards in de categorie "Best French Quisine Book".

### Dvd's
- Op 25 augustus 2003 verscheen de eerste dvd met vier ontmoetingen in Villa Felderhof. Op de dvd staan een blik achter de schermen, dagboeken, gastenlijst en biografieën van Rik Felderhof en zijn gasten.

### Muziek
- Ook zijn via de webwinkel van de NCRV verschillende cd's verkrijgbaar met de in het programma gebruikte muziek.

## Gasten in de Villa
1996 Saint-Tropez:
- 12 augustus 1996: Caroline Kaart en Bart de Graaff
- 19 augustus 1996: Willeke van Ammelrooy en Frank Govers
- 26 augustus 1996: Jenny Arean en Jan Foudraine
- 9 september 1996: Majoor Bosshardt en Herman Brood
- 19 september 1996: Annemarie Grewel en Joop Braakhekke
- 23 september 1996: Imca Marina en Paul Huf
- 7 oktober 1996: Kitty Courbois en Jan des Bouvrie
- 14 oktober 1996: Hella Haasse en Willem Nijholt
- 21 oktober 1996: Adelheid Roosen en Truus Menger

1997 Saint-Tropez:
- 18 augustus 1997: Patty Brard en Jos Brink
- 25 augustus 1997: Cri Stellweg en Gordon
- 8 september 1997: Nel Benschop en Willem Oltmans
- 15 september 1997: Vanessa en Pim Fortuyn
- 22 september 1997: Hetty Blok en Chiem van Houweninge
- 6 oktober 1997: Loretta Schrijver en Henny Huisman
- 13 oktober 1997: Inez van Dullemen en Raymond van het Groenewoud

1998 Gstaad Wintervilla:
- 9 maart 1998: Willeke Alberti en Jeroen Krabbé
- 16 maart 1998: Emile Ratelband en Paul Haenen
- 23 maart 1998: Margriet Hermans en Jacques d'Ancona
- 6 april 1998: Sylvia de Leur en Leon de Winter
- 13 april 1998: Anita Meyer en Hakim Traïdia

1998 Saint-Tropez:
- 20 april 1998: Vier onbekende Libellevrouwen
- 14 september 1998: Jomanda en Carlo Boszhard
- 21 september 1998: Ellen Vogel en Edgar Vos
- 28 september 1998: Coot van Doesburgh en Ralph Inbar
- 5 oktober 1998: Else-Marie van den Eerenbeemt en Peter Faber
- 12 oktober 1998: Yvonne Kroonenberg en René Diekstra

1999 Saint-Tropez:
- 26 juli 1999: Miep Diekmann en Gregor Bak
- 2 augustus 1999: Annelies Penning en Jozka van Vuuren
- 9 augustus 1999: Jacobine Geel en Henk van Os
- 16 augustus 1999: Wieteke van Dort en Jan Kruis
- 23 augustus 1999: Mary Michon en Cor Bakker
- 30 augustus 1999: Liesbeth List en Hans van Willigenburg

1999 Tanzania:
- 18 oktober 1999: Margreet van Hoorn en Bennie Jolink
- 25 oktober 1999: Erica Terpstra en Bart Chabot
- 1 november 1999: Edith Brinkers en Arie Haspels
- 8 november 1999: Catherine Keyl en Seth Gaaikema
- 15 november 1999: Dries van Agt en Hans Wiegel

2001 Saint-Tropez:
- 15 oktober 2001: Carry Slee en Jules Deelder
- 22 oktober 2001: Nilgün Yerli en Bram Moszkowicz
- 29 oktober 2001: Caroline Tensen en Annemarie Jorritsma
- 5 november 2001: Joke Bruijs en Frans Molenaar
- 18 november 2001: Simone Kleinsma en André Hazes
- 25 november 2001: Beatrijs Smulders en bisschop Muskens
- 2 december 2001: Els Borst en René Mioch

2003 Saint-Tropez:
- 4 augustus 2003: Wendy van Dijk en Marco Borsato
- 11 augustus 2003: Tineke de Nooij en Lee Towers
- 18 augustus 2003: Désanne van Brederode en Lenette van Dongen
- 25 augustus 2003: Ronald Giphart en Erik Hulzebosch
- 13 oktober 2003: Katja Schuurman en Hans Dorrestijn
- 20 oktober 2003: Jetty Mathurin en Louis Berger
- 27 oktober 2003: Goedele Liekens en Herman Heinsbroek
- 3 november 2003: Carla Bogaards en Martijn Krabbé
- 10 november 2003: Wilma Driessen en Awraham Soetendorp
- 17 november 2003: Jeltje van Nieuwenhoven en Barrie Stevens
- 30 december 2003: Paul Rosenmöller en Mathilde Santing

2004 Saint-Tropez:
- 2 september 2004: Daphne Deckers en Robert ten Brink
- 9 september 2004: Laetitia Griffith en Harm Edens
- 16 september 2004: Miranda van Kralingen en Mat Herben
- 30 september 2004: Vivian Boelen en Rob Verlinden
- 7 oktober 2004: Harmen Siezen en Angela Groothuizen
- 27 oktober 2004: Carry Tefsen en Edwin Evers

2005 Saint-Tropez:
- 8 september 2005: Angela Schijf en Ronald Koeman
- 15 september 2005: Lulu Wang en Guus Meeuwis
- 22 september 2005: Laura Fygi en Frank de Grave
- 29 september 2005: Nelleke van der Krogt en Albert Verlinde
- 6 oktober 2005: Francine Oomen en Midas Dekkers
- 13 oktober 2005: Daphne Bunskoek en Dieter Troubleyn
- 20 oktober 2005: Sylvana Simons en Frits Wester
- 27 oktober 2005: Floortje Dessing en Ernst Daniël Smid
- 3 november 2005: Frédérique Huydts en Jan Keizer
- 10 november 2005: Monique Velzeboer en Arnold Vanderlyde
- 31 december 2005: Lucille Werner en Wibi Soerjadi

2006 Saint-Tropez:
- 18 mei 2006: Gert-Jan Dröge en Gerti Bierenbroodspot
- 25 mei 2006: Yvon Jaspers en Piet Römer
- 1 juni 2006: Marijke Helwegen en Xander de Buisonjé
- 8 juni 2006: Ilse de Lange en Jochem van Gelder

2007/2008 Saint-Tropez:
- 26 december 2007: Paul de Leeuw en Frans Bauer
- 2 januari 2008: Sonja Bakker en Joop Braakhekke
- 9 januari 2008: Chantal Janzen en Frits Barend
- 16 januari 2008: Caroline De Bruijn en René Froger

2008/2009 Saint-Tropez:
- 24 december 2008: Yolanthe Cabau van Kasbergen en Gordon
- 7 januari 2009: Natasja Froger en Jörgen Raymann
- 14 januari 2009: Catherine Keyl en Danny de Munk
- 21 januari 2009: Maurice de Hond en Henk Jan Smits

2009/2010 Saint-Tropez:
- 30 december 2009: Erica Terpstra en Herman den Blijker
- 6 januari 2010: Jan Smit en Rita Verdonk
- 13 januari 2010: Leontine Borsato en Peter van der Vorst
- 27 januari 2010: Saskia Noort en Humberto Tan
- 27 december 2010: Joris Linssen interviewt Rik Felderhof